# منتدى منفذي الناقل التسلسلي العام
منتدى مُنفذي اليو إس بي (بالإنجليزية:  USB Implementers’ Forum)‏ أو ما يعرف اختصاراً باسم USB-IF هي منظمة تقنية لا تهدف للربح تم إنشائها لدعم وترويج تقنية اليو إس بي